# Naama Maheu Latasi
Naama Maheu Latasi (zm. 16 marca 2012) – tuwalska polityczka. Pierwsza kobieta wybrana do Parlamentu Tuvalu, parlamentarzystka w latach 1989–1993 i 1994–1997 oraz ministra.

## Życiorys

### Młodość, edukacja i kariera zawodowa
Była córką tuwalskiego parlamentarzysty i ministra, Maheu Naniseniego. Jej matka pochodzi z Kiribati.

### Działalność polityczna
Z powodzeniem wystartowała w wyborach generalnych w Tuvalu w 1989 roku w okręgu wyborczym obejmującym Nanumeę jako kandydatka bezpartyjna. Została jedyną kobietą wybraną do Parlamentu Tuvalu w tych wyborach oraz pierwszą kobietą w historii kraju, która zdobyła mandat parlamentarny. Została mianowana ministrą ds. zdrowia, edukacji i usług społecznych w rządzie Bikenibeu Paeniu.
W wyborach generalnych w Tuvalu we wrześniu 1993 roku została jedyną osobą, która nie uzyskała reelekcji. Z powodu nieutworzenia rządu, gubernator generalny ogłosił listopadowe wybory, w których Latasi powróciła do parlamentu. Jej mąż, Kamuta Latasi został wybrany premierem kraju. Ponownie została jedyną kobietą w składzie parlamentu.

### Pozostała działalność
Była członkinią kobiecych organizacji Nanumea Women’s association oraz Kiribati women’s association. Była współzałożycielką oraz wiceprzewodniczącą Tuvalu National Council of Women. Była aktywną działaczką ruchu skautowego w Tuvalu. Utworzyła struktury lokalnych organizacji skautowych po oddzieleniu Tuvalu od Kiribati w 1975 roku.
30 grudnia 1992 roku została damą Orderu Imperium Brytyjskiego IV klasy za działania na rzecz społeczności Tuvalu.

### Życie prywatne i śmierć
Była mężatką. Jej mężem był były ambasador Tuvalu w Fidżi, były premier Tuvalu oraz późniejszy spiker parlamentu Kamuta Latasi. Miała piątkę dzieci.
Zmarła 16 marca 2012 po ciężkiej chorobie.